# كيفن برودريك
كيفن برودريك (بالإنجليزية: Kevin Broderick)‏ هو لاعب قذف أيرلندي، ولد في 20 مايو 1977 في Duniry ‏ في جمهورية أيرلندا.